# آب‌نگاری
آب‌نگاری یا هیدروگرافی (به انگلیسی: Hydrography) شاخه‌ای‌ست از علوم نقشه‌برداری که پیرامون تهیه نقشه و داده‌های مکانی از ژرفای آب‌ها بحث می‌کند.
به‌طور ویژه تمامی فعالیت‌های تهیه نقشه از عمق دریا، اقیانوس، دریاچه‌های طبیعی و سدها و همچنین رودخانه‌ها در حیطه تخصصی دانش آبنگاری است.
آب‌نگاری یا هیدروگرافی علمی در رابطه با اندازه‌گیری مشخصات فیزیکی آب‌ها و نواحی اطراف آن‌ها می‌باشد. به‌طور کلی آب‌نگاری اندازه‌گیری و توصیف آب‌ها خصوصاً آب‌های قابل دریانوردی می‌باشد.
اندازه‌گیری‌های مورد نظر در عملیات آب‌نگاری شامل اندازه‌گیری عمق، کشند یا جزر و مد، جریان، جنس بستر، موقعیت عوارض مختلف جغرافیایی در عمق و سطح دریا و … می‌باشد.
با توجه به بین‌المللی بودن موضوع دریانوردی، فعالیت‌های آب‌نگاری در مقیاس وسیع معمولاً توسط سازمان‌های ملی تهیه‌کننده نقشه انجام می‌گیرد. عملیات هیدروگرافی برای فعالیت‌های غیرنظامی در کشور ایران نیز توسط سازمان‌نقشه‌برداری‌کشور  انجام می‌گیرد.

## سازمان جهانی آب‌نگاری IHO
فعالیت‌های آب‌نگاری در سطح بین‌المللی توسط سازمان جهانی آب‌نگاری IHO هماهنگ می‌گردد.
این سازمان فنی که نقش مشاوره‌ای برای کشورهای عضو دارد در سال ۱۹۲۱ تأسیس گردیده و مقر آن در شهر مونت‌کارلو کشور موناکو قرار دارد.
این سازمان در جهت پیشرفت ایمنی و کارایی دریانوردی و بهره‌برداری پایدار و حفاظت از محیط زیست دریایی فعالیت می‌نماید. مأموریت این سازمان ایجاد محیطی جهانی که در آن کشورها داده‌های کافی آب‌نگاری و خدمات لازم برای حداکثر بهره‌برداری ممکن را ارائه نمایند می‌باشد.
اهدف این سازمان عبارتند از:
- هماهنگی فعالیت‌های سازمان‌های ملی متولی امور آب‌نگاری کشورهای عضو
- هماهنگی و یکنواختی هرچه بیشتر در چارت‌های دریایی و مدارک مربوط
- انتخاب روش‌های قابل اعتماد انجام فعالیت‌های آب‌نگاری
- پیشرفت علوم مرتبط با آب‌نگاری و تجهیزات مورد استفاده در فعالیت‌های اقیانوس شناسی

این سازمان دارای ۱۴ کمیسیون منطقه‌ای می‌باشد و فعالیت‌های آن توسط سازمان ملل متحد حمایت می‌گردد.

## تعریف هیدوروگرافی
- علم مطالعه وضعیت و خصوصیات فیزیکی آب به خصوص در رابطه با مسائل کشتیرانی را هیدروگرافی گویند. یا به تعریفی دیگر

- علم اندازه‌گیری و ترسیم پارامترهایی برای توصیف دقیق طبیعت و شکل بستر دریا نسبت به موقعیت جغرافیایی عوارض زمین و دیگر حرکت‌های دریا.  یا

- علوم کاربردی است که دربارهٔ اندازه‌گیری، توصیف عوارض توپوگرافی بستر، زیر بستر، خواص فیزیکی دریاها، مناطق ساحلی مجاور آن‌ها و سایر منابع آبی دیگر و پدیده‌های مرتبط با دریا نظیر کشند، جریان‌های آبی و حفاظت از محیط زیست.